# Naturalizační zákon Rakouska

Naturalizační zákon Rakouska je převážně postaven na principu Jus sanguinis.

## Narození v Rakousku
Narození na území Rakouska nezaručuje právo na občanství. Nicméně může to vést k pozdějšímu zkrácení doby legálního pobytu potřebnou pro naturalizaci. U nalezenců, kteří nejsou starší 6 měsíců, se předpokládá, že rakouské občanství obdrží.

## Jeden z rodičů byl rakouský občan
Dítě narozené rakouským rodičům je automaticky rakouský občan. Pokud jsou rodiče manželé, občanství otce nebo matky (když druhý občanství nemá), bude postačovat i pro dítě. Jestliže rodiče nejsou manželé, potom se uznává jedině občanství matky. Ditě může ovšem zpětně získat občanství i pokud se jeho rodiče vezmou i po jeho narození, pokud je ovšem starší 14 let, je nutný jeho/jí souhlas.

## Naturalizace
Osoba může být naturalizována po 10 letech legálního pobytu v Rakousku. Mezi další podmínky patří: 
- dostatečná znalost německého jazyka
- zřeknutí se svého původního občanství

Tyto podmínky ale mohou být v některých případech zmírněny.
Podmínka 10 let legálního pobytu může být v některých případech zkrácena:
- uprchlíci (4 roky)
- občané EU a EEA (4 roky)
- osoby narozené v Rakousku
- bývalí občané Rakouska
- mimořádný přínos v oblasti vědy, sportu, umění nebo obchodu